# Jacob Pieter Den Hartog
Jacob Pieter Den Hartog (ur. 23 lipca 1901 w Ambarawie, Holenderskie Indie Wschodnie, zm. 17 marca 1989) – amerykański inżynier mechanik pochodzenia holenderskiego, profesor na Wydziale Inżynierii Mechanicznej w MIT.

## Życiorys
Po ukończeniu liceum w Amsterdamie wstąpił na Uniwersytet Techniczny w Delfcie w roku 1919, gdzie uzyskał dyplom magistra inżyniera elektryka w 1924. W roku 1929 otrzymał stopień doktora nauk technicznych na University of Pittsburgh, gdzie szybko stał się niekwestionowanym autorytetem w dziedzinie mechaniki i drgań. Po zakończeniu służby wojskowej w US Navy i nauczaniu na Harvard University w 1945 podjął pracę na MIT, gdzie wykładał dynamikę i wytrzymałość materiałów. Jego dorobek naukowy jest znaczący i ceniony. Den Hartog został odznaczony Medalem Timoshenki w roku 1972 „w uznaniu wybitnego wkładu w dziedzinie mechaniki stosowanej.”

## Wybrane publikacje
- Mechanical Vibrations, Fourth Edition, McGraw-Hill Book Company, New York, 1956
- Mechanics, Dover Publications, Inc., corrected reprint of 1948 edition, ISBN 0-486-60754-2.
- Strength of Materials, paperback reprint of 1949 edition, Dover Publications, ISBN 0-486-60755-0, 1977
- Advanced Strength of Materials, paperback reprint of 1952 edition, Dover Publications, ISBN 0-486-65407-9, 1987